# Cumberland Posey
Cumberland Willis Posey jr. jr., conosciuto anche con il diminutivo Cum (Homestead, 20 giugno 1890 – Pittsburgh, 28 marzo 1946) è stato un cestista e giocatore di baseball statunitense.
Fu uno dei primi atleti di colore di spicco del mondo cestistico e del baseball statunitense, nel corso della prima metà del Novecento.
Dal 2006 il suo nome figura nel National Baseball Hall of Fame, e dal 2016 nel Naismith Memorial Basketball Hall of Fame.